# Moravia (novela)
Moravia es la segunda novela del escritor argentino Marcelo Luján, publicada en 2012 por El Aleph Editores y reeditada en 2017 por Salto de página.

## Argumento
El retorno del famoso bandoneonista Juan Kosic a su tierra natal en la Pampa argentina, quince años después de haberla abandonado, tiene un propósito no revelado en primera instancia: demostrar, y acaso reafirmarse, como un hombre que logró el éxito pese a los malos augurios de su madre. El plan secreto, que pasa por alojarse en la pensión que ella regenta, se precipita sin embargo en un acontecimiento marcado por la fatalidad de un destino errático.
Lo que a simple vista pudiera parecer como una venganza o ajuste de cuentas, poco a poco se va revelando como algo más profundo: una historia sobre las decisiones que tomamos y nos cambian para siempre, sobre incertidumbres respecto a destinos que creíamos previstos y que nunca transitamos y los efectos de la emigración en las relaciones familiares.

## Recepción
En el periódico español  El Mundo, el escritor Lorenzo Silva dijo sobre Moravia: "A veces, es curioso, es en novelas que no se adscriben de forma rigurosa al género donde uno encuentra la mejor indagación de esas coordenadas que definen lo negro: la personalidad de víctimas y victimarios, el espacio del crimen, los móviles criminales, la insuficiencia crónica de la reparación legal del delito y, en general, el despliegue permanente de la crueldad humana como uno de los motores de la Historia y de las historias"
En Moravia se combina la anécdota central, que mueve la historia a un buen ritmo, con otros temas de fondo como la identidad real de las personas, el perennemente conflictivo regreso al lugar de origen y la siempre esquiva naturaleza humana, elementos que conforman esta enigmática novela, que -según la crítica- confirma a Marcelo Luján como uno de los narradores de la nueva literatura latinoamericana.
Dado que la trama principal ocurre en la Argentina de 1950, los medios de dicho país también se hicieron eco de Moravia. El escritor y periodista Horacio Convertini, en Revista Ñ (Clarín), explica cómo en esta novela se consigue profundidad y originalidad dentro de un género tan específico: "Luján demuestra con su heterodoxia la anchura y profundidad del género, y también, desde luego, su riqueza".